# Друга лига Србије у америчком фудбалу 2016.
Друга лига Србије у америчком фудбалу 2016. је пето издање другог ранга такмичења у америчком фудбалу у Србији. Сезона је почела 19. марта и у њој учествује седам тимова. Реорганизацијом лига, други ранг такмичења променио је име из Прве лиге у Другу лигу, како се од 2015. године назива.

## Систем такмичења
У лиги учествује седам клубова који се налазе у јединственој групи. Игра се по једнокружом систему свако са сваким. Победник Друге лиге иде директно у Прву лигу 2017. године, а другопласирани игра баража против седмопласираног из Прве лиге (некадашње Суперлиге). Последњепласирани тим у лиги испада у трећу лигу. Сезона је почела 19. марта и траје до 26. јуна, а бараж се игра 4. јула 2016. године.

## Клубови
У лиги учествује седам клубова у једној групи.
| Тимови | Пастуви Пожаревац Пајратси Земун Лавови Вршац Мамутси Кикинда Блек хорнетси Јагодина Целтиси Сомбор Ејнџел вориорси Чачак |

## Резултати
1. коло
| Датум         | Клуб                  | Клуб                   | Резултат |
| ------------- | --------------------- | ---------------------- | -------- |
| 19. март 2016 | Мамутси Кикинда       | Целтиси Сомбор         | 15:27    |
| 19. март 2016 | Лавови Вршац          | Блек хорнетси Јагодина | 6:7      |
| 19. март 2016 | Пајратси Земун        | Пастуви Пожаревац      | 0:49     |
|               | Ејнџел вориорси Чачак | слободни               |          |

2. коло
| Датум         | Клуб                   | Клуб            | Резултат |
| ------------- | ---------------------- | --------------- | -------- |
| 9. април 2016 | Блек хорнетси Јагодина | Пајратси Земун  | 28:0     |
| 3. април 2016 | Целтиси Сомбор         | Лавови Вршац    | 27:0     |
| 3. април 2016 | Ејнџел вориорси Чачак  | Мамутси Кикинда | 8:53     |
|               | Пастуви Пожаревац      | слободни        |          |

3. коло
| Датум          | Клуб              | Клуб                   | Резултат |
| -------------- | ----------------- | ---------------------- | -------- |
| 17. април 2016 | Лавови Вршац      | Ејнџел вориорси Чачак  | 43:0     |
| 19. јун 2016   | Пајратси Земун    | Целтиси Сомбор         | 0:21     |
| 17. април 2016 | Пастуви Пожаревац | Блек хорнетси Јагодина | 28:7     |
|                | Мамутси Кикинда   | слободни               |          |

4. коло
| Датум        | Клуб                   | Клуб              | Резултат |
| ------------ | ---------------------- | ----------------- | -------- |
| 14. мај 2016 | Целтиси Сомбор         | Пастуви Пожаревац | 26:7     |
| 14. мај 2016 | Ејнџел вориорси Чачак  | Пајратси Земун    | 46:7     |
| 14. мај 2016 | Мамутси Кикинда        | Лавови Вршац      | 6:12     |
|              | Блек хорнетси Јагодина | слободни          |          |

5. коло
| Датум        | Клуб                   | Клуб                  | Резултат |
| ------------ | ---------------------- | --------------------- | -------- |
| 29. мај 2016 | Пајратси Земун         | Мамутси Кикинда       | 3:36     |
| 29. мај 2016 | Пастуви Пожаревац      | Ејнџел вориорси Чачак | 40:0     |
| 5. јун 2016  | Блек хорнетси Јагодина | Целтиси Сомбор        | 0:27     |
|              | Лавови Вршац           | слободни              |          |

6. коло
| Датум        | Клуб                  | Клуб                   | Резултат |
| ------------ | --------------------- | ---------------------- | -------- |
| 12. јун 2016 | Ејнџел вориорси Чачак | Блек хорнетси Јагодина | 14:13    |
| 12. јун 2016 | Мамутси Кикинда       | Пастуви Пожаревац      | 14:10    |
| 12. јун 2016 | Лавови Вршац          | Пајратси Земун         | 32:13    |
|              | Целтиси Сомбор        | слободни               |          |

7. коло
| Датум        | Клуб                   | Клуб                  | Резултат |
| ------------ | ---------------------- | --------------------- | -------- |
| 26. јун 2016 | Пастуви Пожаревац      | Лавови Вршац          | 19:12    |
| 26. јун 2016 | Блек хорнетси Јагодина | Мамутси Кикинда       | 13:20    |
| 26. јун 2016 | Целтиси Сомбор         | Ејнџел вориорси Чачак | 35:0     |
|              | Пајратси Земун         | слободни              |          |

### Табела
Легенда:
|  | Пласирали се у Прву лигу |
|  | Пласирали се у бараж     |
|  | Испали у Трећу лигу      |

| #  | Клуб                   | ИГ | П | ИЗ | ПД  | ПП  | ПР   | %     |
| -- | ---------------------- | -- | - | -- | --- | --- | ---- | ----- |
| 1. | Целтиси Сомбор         | 6  | 6 | 0  | 163 | 22  | +141 | 1.000 |
| 2. | Мамутси Кикинда        | 6  | 4 | 2  | 144 | 73  | +71  | 0.667 |
| 3. | Пастуви Пожаревац      | 6  | 4 | 2  | 153 | 59  | +94  | 0.667 |
| 4. | Лавови Вршац           | 6  | 3 | 3  | 105 | 72  | +33  | 0.500 |
| 5. | Ејнџел вориорси Чачак  | 6  | 2 | 4  | 68  | 191 | -123 | 0.333 |
| 6. | Блек хорнетси Јагодина | 6  | 2 | 4  | 68  | 156 | -123 | 0.333 |
| 7. | Пајратси Земун         | 6  | 0 | 6  | 23  | 212 | -189 | 0.000 |

ИГ = одиграо, П = победио, ИЗ = изгубио, ПД = поена дао, ПП = поена примио, ПР = поен-разлика, % = проценат успешности